# 여비 한씨
여비 한씨(麗妃 韓氏, ? ~ 1424년)는 고려 말, 조선 초기 사람으로, 명나라 영락제의 후궁이다. 세조의 장남 의경세자빈 인수대비 한씨의 고모이며, 영의정 양절공 한확의 누이이다. 영락제 사후 순장되었다. 시호는 강혜장숙여비(康惠莊淑麗妃)이다.

## 생애
한영정의 딸이며, 한확의 누이이다. 조선이 명나라에 보냈던 114명의 공녀 중 한 명이다. 미모가 빼어났던 한씨는 영락제의 후궁이 되어 여비에 봉해졌다.
1421년 황제를 시해하려 한 음모에 가담한 혐의로 후궁, 궁인, 내시들이 대거 처형되었는데 여비도 이에 연루되었다. 여비는 투옥되는 것으로 그쳐 사형은 면했지만 1424년 영락제가 죽자 순장당하게 되었다.
여비는 새 황제 홍희제에게 무릎을 꿇고 연로한 어머니를 모실 수 있도록 조선으로 돌아가게 해달라고 간청했지만 황제는 이를 허락하지 않았고 교수형에 처한 뒤 순장할 것을 명령했다. 사후에 강혜장숙여비(康惠莊淑麗妃)의 시호를 받았다.

## 가족
- 부: 한영정
- 모: 정경부인 의성 김씨
  - 남동생: 한확
  - 남동생: 한전
  - 남동생: 한질
  - 여동생: 공신부인

## 같이 보기
- 소혜왕후
- 공신부인
- 한확
- 한치형
- 한치인
- 한명회